# In Search Of... (Fu Manchu album)
Daredevil is het derde album van de band Fu Manchu. 

## Track listing
| nr. | titel                 | duur |
| --- | --------------------- | ---- |
| 1   | Regal Begal           | 2:25 |
| 2   | Missing Link          | 3:21 |
| 3   | Asphalt Risin'        | 3:11 |
| 4   | Neptune's Convoy      | 5:06 |
| 5   | Redline               | 2:14 |
| 6   | Cyclone Launch        | 3:25 |
| 7   | Strato-Streak         | 4:02 |
| 8   | Solid Hex             | 2:37 |
| 9   | The Falcon Has Landed | 4:21 |
| 10  | Seahag                | 3:13 |
| 11  | The Bargain           | 2:36 |
| 12  | Supershooter          | 3:41 |

De cd versie uit Japan heeft nog één nummer extra: "Chevy Van" (cover Sammy Johns)

## Bandleden
- Scott Hill - zang en gitaar
- Ruben Romano - drum
- Brad Davis - basgitaar
- Eddie Glass - gitaar